# 觀音町停留場
觀音町停留場（日语：／ Kan-on-machi teiryūjō */?），又稱觀音町電車站，是位於廣島縣廣島市西區天滿町，屬於廣島電鐵本線的電車站。車站編號為M16。此站曾經遷移數次，與鄰站天滿町停留場和西天滿町停留場（已經廢止）一同經歷數次更改電車站名稱。現時為第四代的車站。

## 歷史
以《日本鐵道旅行地圖帳 11號 中國 四國》為基礎。在中，提出電車站在進入昭和時代開始已經存在。
- 1921年以前 - 電車站於現時所在地附近啟用（第一代）[3]。
- 1929年起 - 舊西天滿町停留場（即現時天滿町停留場附近）改名為「觀音町」（第二代），此電車站廢止[3]。
- 1936年（昭和11年）7月11日 - 於第一代觀音町停留場相同位置再次開設觀音町停留場（第三代）。第二代觀音町停留場改名為「西天滿町」[3]。
- 1942年（昭和17年）5月 - 在戰爭時代下暫停營業（實質上是廢止）[3]。
- 1964年（昭和39年）4月21日 - 於第三代觀音町停留場相同位置開設西天滿町停留場（該西天滿町停留場是第三代。第二代西天滿町停留場在1945年8月6日因戰爭時代下暫停營業，同年9月9日以天滿町停留場的名義重開）[3]。
- 1965年（昭和40年）4月1日 - 第三代西天滿町停留場改名為觀音町停留場（第四代）[3]。

有關西天滿町、天滿町兩座電車站的歷史，參見天滿町停留場#歷史。

## 電車站構造
本站建在共用行車道上。站内設有2面2線的相對式月台，月台則較狹窄。本站設有安全島，站内沒有上蓋和電車接近顯示器。

### 運行系統
此電車站是本線電車站之一。當中0、2、3系統駛入此站。
| 東行月台 | 0號線         | 前往日赤醫院前、廣電本社前 | 前往日赤醫院前、廣電本社前 |
| 東行月台 | 2號線         | 前往廣島站                 |                            |
| 東行月台 | 3號線         | 前往廣島港、宇品二丁目     |                            |
| 西行月台 | 2號線         | 前往廣電宮島口             |                            |
| 西行月台 | 2號線 · 3號線 | 前往廣電西廣島             |                            |

## 電車站周邊
電車站周邊為住宅區。在電車站向廣電西廣島方向出發後，便會轉左進入中廣通向南前進，隨後在下一路口轉右進入平和大通。
- 廣島西郵局（日语：広島西郵便局）
- 都町公園

## 相鄰電車站
廣島電鐵
■本線
天滿町（M15）－觀音町（M16）－西觀音町（M17）

## 注腳
1. ↑  61頁
2. ↑  157頁
3. 1 2 3 4 5 6  《日本鐵道旅行地圖帳 11號 中國 四國》37頁

## 外部連結
- 觀音町 | 電車情報：電停指南 （页面存档备份，存于）（日語） - 廣島電鐵